# James Bourne
James Elliot Bourne (Rochford, 13 settembre 1983) è un cantautore, compositore e polistrumentista britannico.
È principalmente conosciuto per essere il co-fondatore e principale compositore dei brani, nonché cantante, chitarrista e pianista del gruppo pop rock britannico Busted, dei quali fa parte insieme al bassista Matt Willis ed al chitarrista Charlie Simpson. Uno dei maggiori successi scritti da Bourne per i Busted è il brano Year 3000, reso popolare anche grazie ad una cover da parte del gruppo statunitense Jonas Brothers.
Tra il 2005 ed il 2007 fu anche cantante e chitarrista del gruppo pop punk Son of Dork, da lui fondato, ed in seguito pubblicò musica elettronica come solista, sotto il nome del suo alter ego, Future Boy. Tra il 2013 ed il 2015 fu anche un componente del supergruppo McBusted, insieme a Matt Willis ed alla band britannica McFly.
Come compositore, è conosciuto per numerosi musical, tra i quali il candidato agli Olivier Awards Loserville, e per la colonna sonora della serie televisiva Britannia High, oltre ad avere scritto dei brani per musicisti molto popolari come McFly, The Vamps, Backstreet Boys, Jonas Brothers e 5 Seconds of Summer.
Da dicembre 2019, come progetto parallelo ai Busted, ha annunciato l'intenzione di pubblicare musica come solista.

## Biografia

### Infanzia e adolescenza (1983-1999)
James Elliot Bourne, conosciuto più frequentemente solo come James Bourne, nacque il 13 settembre 1983 a Rochford, parte della contea dell'Essex, da Peter e Maria Bourne. Quando aveva solamente dieci mesi, la famiglia si trasferì nel distretto di Southend-On-Sea, dove Bourne crebbe insieme ai genitori ed ai tre fratelli minori Nicholas, Melissa e Christopher.
Ben presto sviluppò una grande passione per la sitcom I Simpson, che nacque quando, vedendo il disegno della faccia di Bart sulla maglia di un ragazzo, gli chiese di quale personaggio si trattasse. Cominciò così a seguire tutto ciò che riguardava i Simpson, inclusa la musica. All'età di sei anni, ascoltò per la prima volta il brano "Do the Bartman" dell'album The Simpsons Sing the Blues, dove viene brevemente citato Michael Jackson ("If you can do the Bart, you're bad like Michael Jackson"). Ciò incuriosì Bourne, che cominciò a fare delle ricerche sul Re del Pop e si innamorò immediatamente della sua musica, sognando di diventare come Jackson.
All'età di dieci anni, Bourne assistette ad un concerto del Dangerous Tour di Jackson, ed anche grazie al personaggio di Marty McFly nel film Ritorno al Futuro, film preferito di Bourne, decise di voler essere un musicista.
Ad undici anni, nel 1994, si presentò alle audizioni per il musical Oliver! nel West End, ed ottenne il ruolo di Kipper, un bambino appartenente alla gang di Fagin. Siccome quello fu l'anno in cui fu istituito il cast originale del revival londinese, Bourne partecipò anche all'incisione della colonna sonora ufficiale del musical ricoprendo il ruolo di Kipper. L'anno seguente, nel 1995, fu richiamato nel West End per partecipare al musical, questa volta ricoprendo il ruolo del protagonista Oliver Twist.
Tra il 1995 ed il 1996, Bourne fondò la sua prima band insieme a due amici, per la quale scelse il nome Sic Puppy. In seguito, cominciò a studiare musica, imparando a suonare diversi strumenti, tra cui chitarra e pianoforte.

### Termites, primi Busted (2000-2001)
Finita la scuola,  Bourne si iscrisse all’università, al South East Essex college, in Essex, per studiare Tecnologia Musicale, in modo da imparare a produrre da solo i suoi brani. Nel brano autobiografico "It Happens" dei Busted, Bourne racconta come all'università non trovò molti amici, poiché preferiva restare a casa ad esercitarsi a suonare piuttosto che uscire. Nello stesso periodo ebbe alcuni piccoli lavoretti come attore.
Nel 2001 conobbe Matt "Mattie" Jay Willis, un altro giovane musicista, con il quale decise di formare una band. A loro si unirono anche altri due musicisti, Ki Fitzgerald e Owen Doyle. I quattro ragazzi, trovando affinità sul piano musicale, decisero di formare una band, che chiamarono Termites.
Nel corso del 2001, la band cambiò nome in Buster, e durante una telefonata della sorella di Fitzgerald, che chiamò un programma in diretta condotto dalla Spice Girl Geri Halliwell, il nome venne citato erroneamente come Busted, e non fu più cambiato.
A causa di alcune divergenze, la band si sciolse alla fine del 2001.

### Busted (2001-2005)
Dopo lo scioglimento della band, Bourne e Willis pubblicarono degli annunci per delle audizioni su delle riviste musicali. Tramite le audizioni, la band fu completata con due nuovi componenti: Tom Fletcher, che rimase con la band per un breve periodo, e Charlie Simpson.
Tra il 2002 e la fine del 2004, i Busted pubblicarono tre album che contenevano enormi successi, che portano tutti la firma di Bourne, e vinsero numerosi premi, tra i quali un Guinness World Record come prima band ad avere i primi tre singoli debuttati alle posizioni 3, 2 e 1, due BRIT Awards, ed un record per il maggior numero di concerti consecutivi a Wembley. Inoltre, parteciparono al singolo di beneficenza natalizio "Do They Know It's Christmas?" per Band Aid, girarono un documentario televisivo trasmesso su MTV, e recitarono in un film per la televisione, A Christmas for Everyone. Tra i loro più grandi successi, i Busted ottennero otto singoli nella top 10 nazionale, tra cui quattro in prima posizione in classifica – You Said No, Crashed the Wedding, Who's David? e Thunderbirds Are Go. Una delle canzoni considerate più rappresentative della band è "Year 3000".
I Busted si sciolsero ufficialmente il 14 gennaio 2005, con una conferenza stampa al Soho Hotel di Londra, in quanto Charlie Simpson aveva scelto di interrompere il lavoro con i Busted per concentrarsi su un'altra band.

### Son of Dork (2005-2007)
Quando i Busted si sciolsero nel 2005, Bourne, sotto shock, rimase nel proprio appartamento per oltre un mese, giocando solo ai videogiochi, vivendo di rendita grazie ai diritti delle canzoni dei Busted. In seguito, decise di spostarsi tra il Regno Unito e gli Stati Uniti, in particolare le città di New York, Nashville e Los Angeles, dove ritrovò l'ispirazione e ricominciò a scrivere musica. In quel periodo, riuscì anche ad incontrare Michael Jackson. Nel maggio del 2005, annunciò di avere cominciato ad organizzare delle audizioni per formare una nuova band. Nel settembre del 2005 fu annunciato che la band era finalmente al completo, e che si sarebbe chiamata Son of Dork, nome ispirato ad una battuta del film Piccola Peste. Oltre a Bourne, i membri erano Chris Leonard - ex chitarrista di supporto ai Busted - Steve Rushton, David Williams e Danny Hall.
La band si esibì per la prima volta al Party In The Park di Oxford ed al Free At The Dee ad Aberdeen. A novembre del 2005 i Son of Dork pubblicarono il primo singolo "Ticket Outta Loserville", che raggiunse la terza posizione in classifica. Durante una trasmissione televisiva fu rivelato che Bourne aveva scritto la canzone solamente due settimane dopo lo scioglimento dei Busted. Il primo album della band, Welcome To Loserville, fu pubblicato due settimane dopo il singolo. L'album fu registrato nello stesso studio in cui i Fightstar, band dell'ex collega e membro dei Busted Charlie Simpson, avevano registrato l'album Grand Unification.
A gennaio del 2006 fu pubblicato il secondo singolo, "Eddie's Song", che raggiunse la top ten. Il terzo singolo, "We're Not Alone", fu scritto per la colonna sonora del film Alien Autopsy di Ant & Dec. Durante le riprese del video, e nel mezzo della stesura del secondo album, i membri della band annunciarono di avere perso interesse nel progetto. I Son of Dork si esibirono per l'ultima volta a febbraio del 2007 come band di supporto ai Bowling For Soup, per poi cancellare il tour previsto per maggio del 2007. David Williams lasciò la band a luglio del 2007, seguito da Chris Leonard ad ottobre dello stesso anno. Poco a poco, Bourne e Hall rimasero gli unici componenti. Non fu mai annunciato uno scioglimento ufficiale, ma i Son of Dork dichiararono una pausa a partire dal 2007, nonostante Welcome To Loserville avesse ottenuto un disco d'oro.

### L'alter ego Future Boy, Call Me When I'm 18 e primi passi da solista (2008-2012)
Dopo i Son of Dork, nel 2008 Bourne si trasferì definitivamente in America, a Los Angeles per concentrarsi sul futuro della propria carriera. Tra il 2008 ed il 2010 scrisse canzoni per diversi artisti americani, decidendo infine di intraprendere un progetto solista. Riguardo alla musica, Bourne dichiarò che il panorama musicale americano gli fece bene, perché mentre in Inghilterra era visto come qualcuno che non aveva un futuro, negli Stati Uniti aveva molte possibilità.
Volendosi distaccare dalla propria immagine di musicista pop rock per una musica più elettronica, scelse un alter ego con il nome d'arte Future Boy ispirandosi al suo film preferito, Ritorno al Futuro. Nel giugno del 2009 annunciò di avere iniziato a lavorare al suo primo album, che dichiarava essere completamente elettronico. L'album solista di debutto, Volume 1, fu prodotto e mixato da Bourne insieme al musicista americano Tommy Henriksen.
Nel febbraio del 2009, Bourne annunciò sul suo profilo Myspace di avere formato la band Call Me When I'm 18 insieme ad Ollie Kinski. La band aveva uno stile pop rock, e pubblicò tre brani completamente nuovi, "Dumbstruck", "Break It" e "Gone", oltre ad una cover di una canzone inedita del secondo album dei Son of Dork, "Go Home Monday". La band si sciolse nel 2011.
Nel frattempo, la prima parte dell'album di Future Boy, Side A, fu pubblicata il 3 maggio 2010, mentre la seconda, Side B, il 1 giugno 2010. In seguito, il 3 giugno 2010, l'album fu pubblicato integralmente per il download digitale sul sito web ufficiale di Future Boy. La copertina fu disegnata dall'artista Paul Karslake.
Volume 2 fu annunciato nel febbraio del 2011 in concomitanza con l'uscita del videogioco per Facebook Space Travellers, prevista per il 3 maggio successivo, ma a causa di alcuni problemi, l'album ed il videogioco, fortemente voluti da Bourne, non sono ancora stati pubblicati.
Nel 2012, Bourne annunciò durante un'intervista radiofonica di stare lavorando ad un EP solista che non aveva niente a che fare con il progetto Future Boy. Durante l'intervista, fece ascoltare alcune canzoni, tra cui "Beautiful Girls are the Loneliest", "Gone "e "One of a Kind", spiegando che progettava di pubblicare l'EP nell'estate dello stesso anno. Nello stesso anno organizzò un tour, andato sold-out, in 5 città del Regno Unito: Londra, Manchester, Glasgow, Islington e Birmingham, a cui aggiunse qualche data in Spagna. Durante i concerti suono pezzi dei Busted, Son of Dork ed anche alcune canzoni del progetto Future Boy, e fu supportato da amici e parenti, tra cui Matt Willis e la moglie Emma.

### The Bourne Insanity, 88 e McBusted (2013-2016)
All'inizio del 2013, Bourne formò un duo insieme al fratello minore Chris, che fu chiamato The Bourne Insanity. I due pubblicarono un unico brano, "Mohawk", il 16 aprile 2013, scritto da Chris e cantato da James. In seguito, Chris dichiarò più volte che esiste del materiale mai pubblicato che potrebbe prima o poi vedere la luce.
Nello stesso anno, Bourne dichiarò di avere pubblicato della musica "segreta" insieme all'amico Eric Bazilian. In seguito, si scoprì che i due avevano scelto per il gruppo il nome 88, ed avevano pubblicato alcuni brani, tra i quali i singoli "Angels Walk Beside You" e "Miss the Girl".
Sempre nel 2013, Bourne fu fatto salire sul palco durante la data di Manchester del Memory Lane tour dei McFly, dove si esibì con un'improvvisazione musicale, suonando diversi brani dei Busted in versione acustica. Il successo dell'esibizione fu incredibile, al punto che da quel momento si iniziò a parlare di unire McFly e Busted. Oltre a Bourne, anche a Matt Willis e Charlie Simpson fu chiesto di unirsi al nuovo "supergruppo", ma Simpson rifiutò.
Il 1 dicembre 2014 i McBusted pubblicarono un album omonimo, che conteneva molte canzoni inedite scritte con il contributo di Bourne, insieme ad alcune tracce, come "What Happened To Your Band" e "Beautiful Girls are the Loneliest", che inizialmente erano state scritte per altri progetti, rispettivamente per i Son of Dork e per l'album solista di Bourne.
I McBusted pubblicarono un album e si esibirono in due tour, prima di sciogliersi definitivamente nel 2016.

### Reunion dei Busted e seconda carriera solista (2015-presente)
Dopo i due tour ed il grande successo dei McBusted, Bourne e Willis contattarono Simpson e scrissero canzoni in segreto per diverso tempo. Il 10 novembre 2015, i tre tennero una conferenza stampa per annunciare il ritorno dei Busted, insieme ad un tour nel Regno Unito previsto per il maggio del 2016.
In questa seconda fase, i Busted pubblicarono una nuova versione live del loro popolare brano "Meet You There", che diventò una sorta di inno per celebrare il loro ricongiungimento, ed il 3 maggio 2016 pubblicarono "Coming Home", il loro primo singolo dopo 12 anni. Durante i concerti vennero svelate altre canzoni, scritte inizialmente per l'album solista di Bourne: "Easy" e "One Of A Kind". Il 25 novembre 2016 fu pubblicato il terzo album Night Driver.
All'inizio del 2017, i Busted intrapresero un tour europeo per promuovere Night Driver, denominato Night Driver Tour. Per la prima volta, la band si esibì anche in Italia, al TunnelClub di Milano, il 18 marzo 2017, con il musicista Luca Chikovani in apertura.
Il 9 novembre 2017, per celebrare la reunion dei Busted, Bourne pubblicò da solista il brano "Pigs Can Fly".
Il 1 febbraio 2019 fu pubblicato il quarto album sarebbe stato chiamato Half Way There (in riferimento al testo della canzone "Year 3000", che lascia intendere che nell'anno 3000 i Busted avranno pubblicato sette album, pertanto il quarto album sarebbe quello centrale, ovvero "a metà del percorso"), con i brani “Nineties”, “Race To Mars”, "Reunion", "All My Friends", "Radio" e "What Happened to Your Band". Quest'ultimo è un brano scritto da Bourne in seguito allo scioglimento dei Busted nel 2005, ispirato da una donna che viveva nel suo stesso quartiere che gli chiedeva spesso che fine avesse fatto la sua band, ovvero i Busted.
Il 31 dicembre del 2019, Bourne annunciò tramite il suo profilo twitter di stare lavorando ad un nuovo album come solista ma, a differenza del progetto Futureboy, disse di non essere intenzionato ad utilizzare uno pseudonimo. Lo stesso giorno, cominciò a rivelare i titoli dei nuovi brani tramite una serie di post sul suo profilo Instagram: "Unknown", "Time Kills Us All", "Somebody Else's Problem", "Batman's House", "Drive", "Safe Journey Home" ed "Everyone Is My Friend". Sempre tramite twitter, continuò a rilasciare informazioni sull'album nei mesi successivi, dichiarando di apprezzare in particolare il brano "Time Kills Us All", e che i nuovi brani avrebbero avuto lo stesso stile del brano "It Happens" dall'album Half Way There dei Busted.
Dichiarò inoltre che i Busted si sarebbero presi una pausa per permettergli di concentrarsi sulla sua carriera solista. La pubblicazione dell'album è prevista, secondo Bourne, per l'estate 2020.
Il 26 gennaio 2020 si esibì come solista al Sundance Film Festival, durante il quale suonò in anteprima tutte le nuove canzoni del nuovo album.
Il 24 febbraio 2020, Bourne annunciò su twitter che il suo primo singolo da solista sarebbe stato pubblicato ad aprile dello stesso anno, entro sette settimane, facendo intuire che la data di pubblicazione sarebbe stata intorno al 10 aprile 2020. Il 29 febbraio, annunciò tramite twitter che il suo album era in corso di masterizzazione.

## Musical
Oltre alla carriera discografica, Bourne è anche il co-creatore di alcuni musical. Essendo promotore della Youth Musical Theatre (al fianco di nomi come Ed Sheeran, Peter Duncan e Zoe Wanamaker), ha scritto Loserville e Out There su loro commissione.

### Loserville
Nel febbraio 2009, Bourne scrisse insieme all'amico Elliot Davis il musical in due atti Loserville, basato sulle canzoni dei Son of Dork. La storia si svolge in una cittadina di nome Loserville nel 1971 e racconta le vicende del "nerd" diciassettenne Michael Dork. Della produzione, Bourne dichiarò che la sua canzone preferita era Genius.
La prima rappresentazione fu al South Hill Park Arts Centre, a Bracknell, il 20 agosto. Nell'estate del 2012 il musical fu messo in scena al West Yorkshire Playhouse di Leeds, ed arrivò al Garrick Theatre nel West End il 1 ottobre, dopo ben tre anni dall'inizio del progetto. Loserville fu il primo ed unico musical prodotto da YMT a debuttare nel West End. Il musical ottenne un successo tale da consentire una nomination agli Olivier Awards, il riconoscimento britannico più prestigioso per le produzioni teatrali, paragonabile ai Tony Awards statunitensi.
La produzione originale, che vedeva la partecipazione dell'ex membro dei Son of Dork Danny Hall alla batteria e del cantante Lil' Chris, fu conclusa il 5 gennaio 2013. Attualmente, la produzione è concessa a livello amatoriale e professionale da Josef Weinberger Ltd.

### Out There
Nel 2011, a Bourne e Davis fu commissionato un secondo musical originale, Out There. Il musical, inizialmente ambientato nel 1969, racconta la scomparsa dell'astronauta Newman Carter in seguito alla morte della moglie Hope. Quarant'anni dopo, il nipote di Newman, il criminale Logan Carter, è in fuga verso la cittadina immaginaria di Hope, in Texas. Nella storia, Carter si ritrova in una cittadina i cui abitanti sono in crisi finanziaria, mentre il misterioso vecchio Ned Thomas sta costruendo qualcosa nel deserto a poche miglia di distanza.
La prima rappresentazione fu in un piccolo teatro di Londra, ed in seguito il musical fu rappresentato con il cast originale per vari giorni ai Riverside Studios di Hammersmith, a Londra, con nuove canzoni. Questi spettacoli furono possibili solamente grazie ad una campagna di raccolta fondi, e furono messi in scena nonostante non fosse stato raggiunto il limite minimo prefissato di 15,000 sterline.
Come per Loserville, anche questa produzione è concessa a livello amatoriale e professionale da Josef Weinberger Ltd.

### What I Go To School For
Il 18 agosto 2016 fu annunciato dalla BBC un musical basato sulla storia dei Busted, intitolato What I Go To School For, e scritto da Bourne e dall'amico Elliot Davis. Il musical fu poi messo in scena al Theatre Royal Brighton quello stesso mese.

### Murder at The Gates
Nel 2013, Bourne annunciò di aver iniziato a lavorare ad un nuovo musical al fianco del drammaturgo Steven Sater, già famoso per aver vinto un Tony Award per il musical Spring Awakening. In questo caso, Bourne si è occupato solamente della parte musicale, principalmente in stile rock, mentre Sater ha avuto il ruolo di paroliere per le canzoni ed ha scritto la storia.
Il musical racconta di una ragazza, Cameron, che vive in una comunità di persone ricche ed influenti. Per farle una sorpresa di compleanno, il padre di Cameron organizza nella propria villa una festa in maschera con delitto, prima di partire per una vacanza e lasciare la figlia sola a casa. Tutte le ex amiche della ragazza vengono invitate nella grande villa isolata dal resto del mondo, e quando il delitto accade, questo si rivela essere vero, ma nessuno può lasciare la casa a causa di una tempesta. Tutti gli invitati restano così intrappolati nella villa insieme ad un misterioso assassino.
Nel settembre del 2013 il musical fu rappresentato per la prima volta a New York dagli studenti della NYU, per testare l'efficacia dello spettacolo. In seguito fu rappresentato da attori professionisti.
Lo spettacolo è stato rappresentato nei teatri britannici nell'aprile 2019.

## Discografia

### Album in studio

#### Busted
- 2002: Busted
- 2003: A Present for Everyone
- 2004: Busted US
- 2016: Night Driver
- 2019: Half Way There

#### Son of Dork
- 2005: Welcome to Loserville

#### Future Boy
- 2010: Volume 1

#### McBusted
- 2014: McBusted

### Album live

#### Busted
- 2004: A Ticket for Everyone: Busted Live

## Stile musicale
Bourne è un polistrumentista. Tra gli strumenti che è in grado di suonare, figurano chitarra acustica ed elettrica, pianoforte, basso, batteria e keytar. Nel corso della sua carriera solista, Bourne ha dimostrato di possedere doti anche nel creare musica elettronica. Ha spesso citato Michael Jackson come sua principale influenza.

## Vita privata
I suoi genitori sono Peter e Maria Bourne. Ha 3 fratelli minori: Nick, nato nel 1985, Melissa, nata nel 1989, e Chris, nato nel 1992. Nick partecipò ai video dei Busted You Said No e Who's David, mentre Chris, anch'egli musicista, interpretò Peter, il bambino che guida la macchina del tempo, nel video musicale di Year 3000 dei Busted.
A tredici anni cominciò a frequentare la compagna di scuola e futura attrice Kara Tointon, ma la relazione finì nel 2001. I due ricominciarono a frequentarsi nuovamente per 18 mesi tra il 2002 ed il 2004. La relazione finì in termini pacifici ad agosto del 2004, ma la notizia emerse solo pochi giorni dopo lo scioglimento dei Busted nel 2005, ed i giornali raccontarono che Tointon frequentava Bourne solo per diventare famosa. Al riguardo, ci fu una dichiarazione: "La rottura con Kara è amara dopo l'inferno delle ultime settimane. Lui pensava che lei ci sarebbe stata per lui quando le cose -con i Busted- sono finite, ma lei aveva altri piani. L'ha usato platealmente per diventare famosa". Invece, Bourne è ancora attualmente legato a Tointon, ed i due si contattano regolarmente e vivono ancora nello stesso quartiere di Southend-On-Sea.
Nel 2006, Bourne iniziò una lunga relazione con la musicista americana Gabriela Arciero, terminata nel 2014. Nello stesso anno cominciò a frequentare la cantante Portia Conn, mentre tra il 2016 e il 2017 ebbe una relazione con la modella Cristin "Kiki" McCleary.
Nel 2017 conobbe, tramite il fratello Chris, Emily Canham, vlogger inglese da oltre un milione di iscritti e brand ambassador per marchi come L’Oreal, Rimmel e Disney. Alcuni articoli hanno paragonato la fama di Bourne e Canham, considerandoli alla pari. Nonostante Bourne riconoscesse già spesso Canham prima che si presentassero, poiché quest’ultima era sempre presente ai concerti dei McFly, ed in seguito dei McBusted, i due furono amici per oltre un anno prima di intraprendere una relazione, a causa della loro differenza di età di quattordici anni. È stato riportato che la loro è una relazione a distanza, poiché Bourne passa la maggior parte del tempo nella sua casa a Los Angeles, mentre Canham vive a Londra. Bourne ha anche partecipato ad alcuni video sul canale youtube di Canham, come la One Hour Song Challenge.

## Curiosità
- Oltre alla musica, Bourne possiede anche una compagnia di abiti per skater, con base in America, chiamata SicPuppy, come la sua prima band.
- Bourne possiede anche una etichetta discografica, Sicpuppy Records, per cui pagò oltre 16,000 sterline. Nel 2007, la casa discografica diede l'opportunità a band senza contratto di suonare su un palco, durante il Sic Tour 2007 a Shepherd's Bush Empire. Il concerto fu presentato da David Gest e Matt Willis.
- Bourne è un appassionato di automobili particolari: possiede infatti una DeLorean DMC-12, modello di auto usato in Ritorno al Futuro, un van 1989 GMC G20 usato nella serie A-Team[42] ed un pick-up Tesla Cybertruck.
- Ha dichiarato di essere un bravo giocatore di tennis, e che avrebbe voluto farne una carriera, se non fosse stato un musicista[1].